# Experiments in Fluids
Experiments in Fluids is een internationaal, aan collegiale toetsing onderworpen wetenschappelijk tijdschrift op het gebied van de experimentele stromingsleer. De naam wordt in literatuurverwijzingen meestal afgekort tot Exp. Fluids. Het wordt uitgegeven door Springer Science+Business Media en verschijnt maandelijks. Het is het enige wetenschappelijke tijdschrift dat volledig is toegewijd aan experimentele stromingsleer.
Het tijdschrift is opgericht in 1983 door Wolfgang Merzkirch van de Universiteit van Essen en James Hunter (Jim) Whitelaw van (destijds) Imperial College.